# Hidrografia da Alemanha

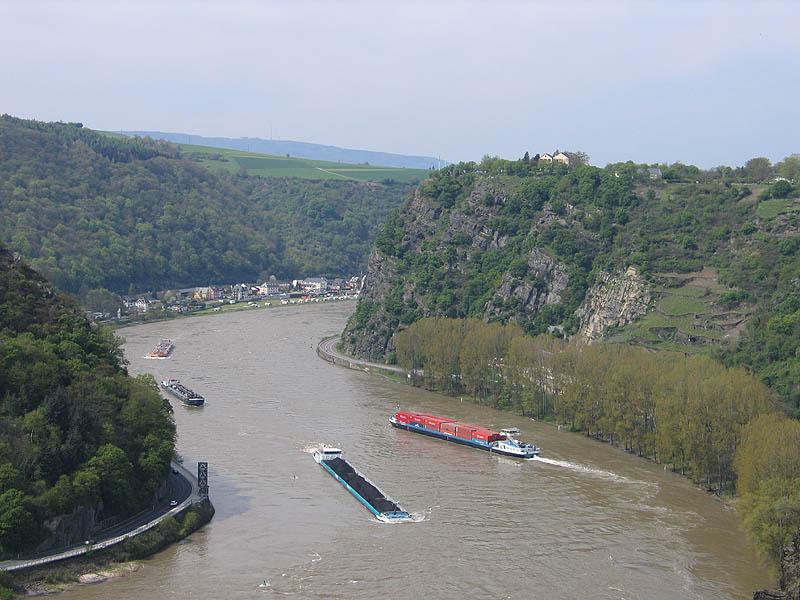
Rio Reno - Lorelei

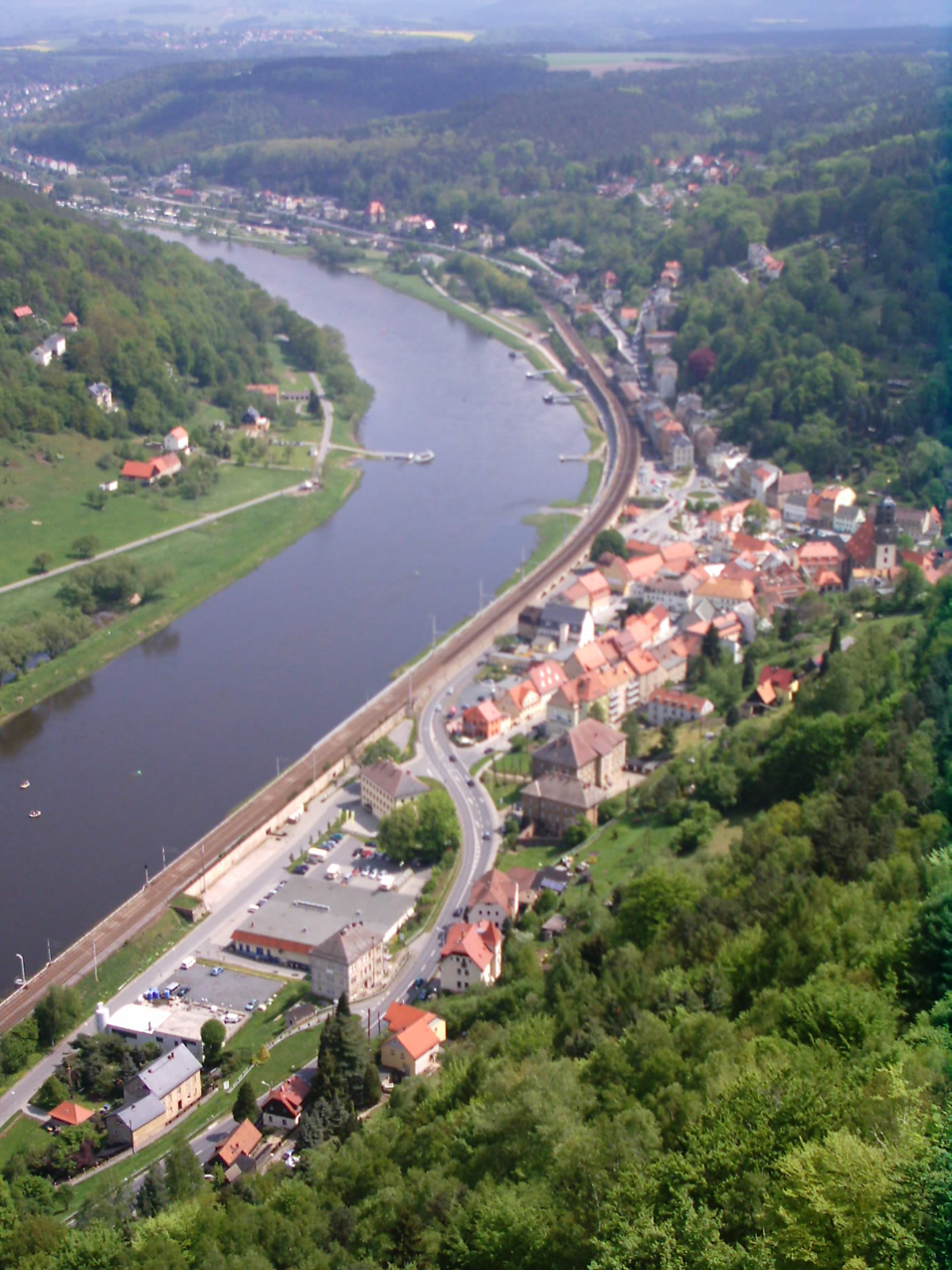
Rio Elba

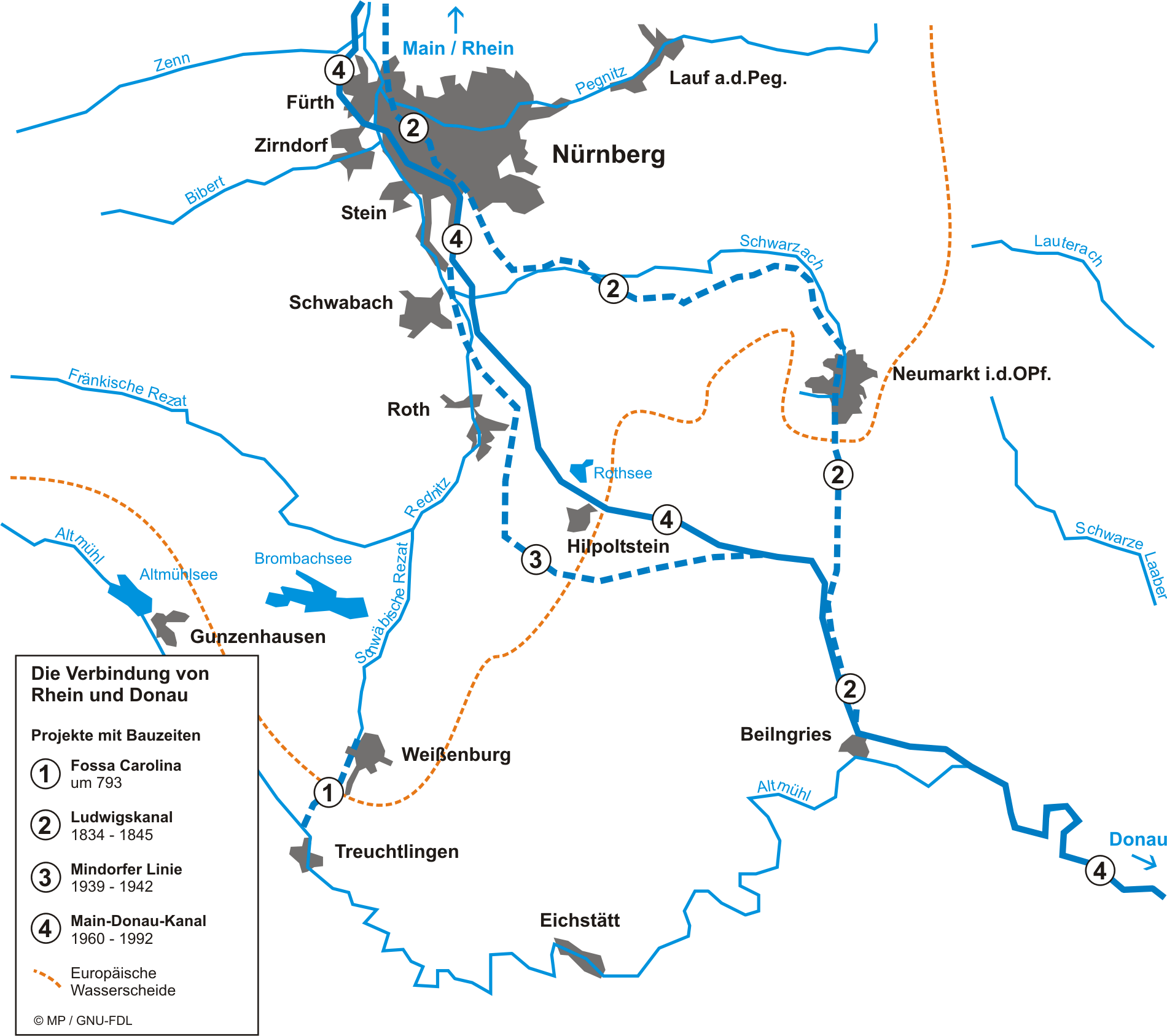
Projetos de conexão do rio Meno com o rio Danúbio.

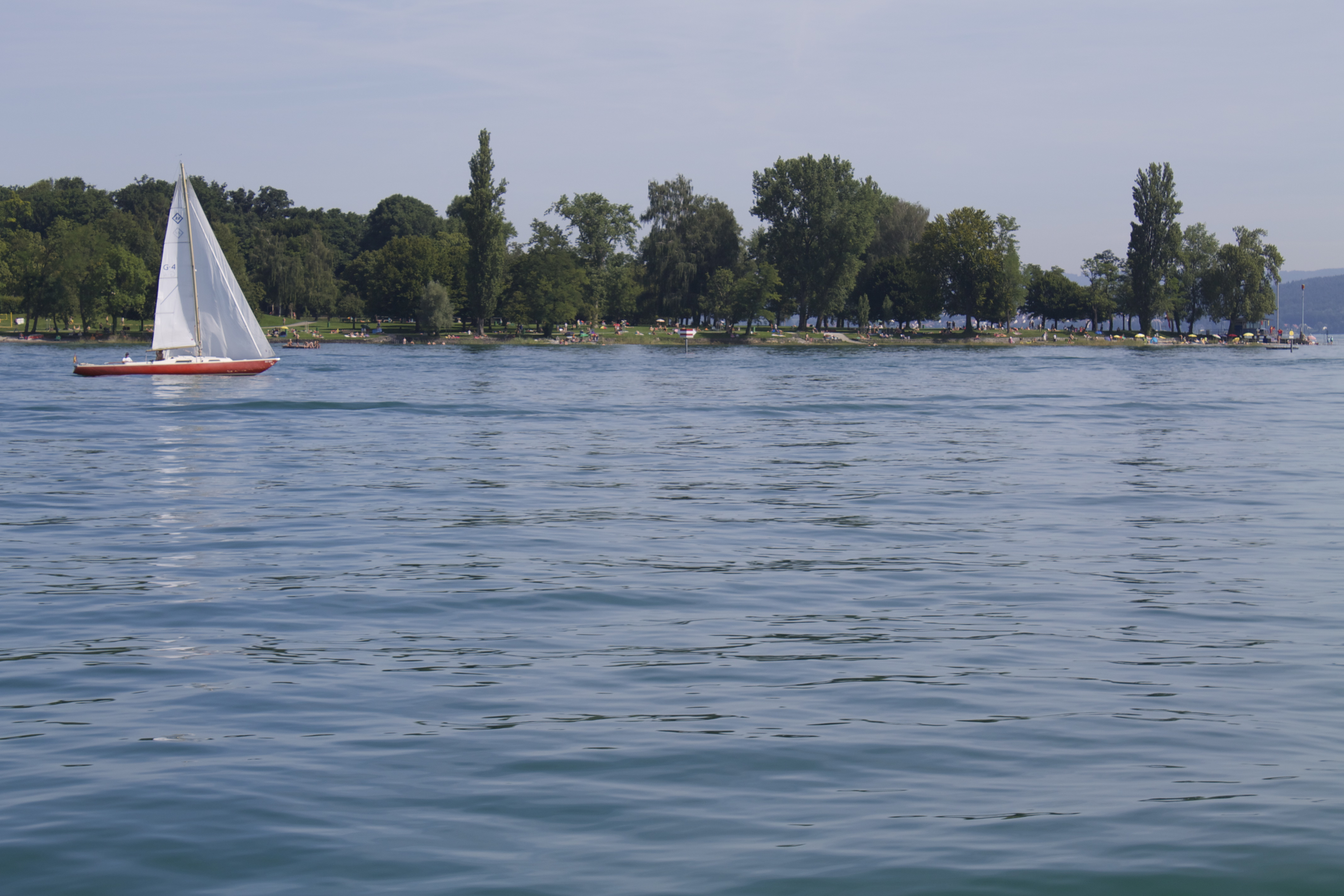
Bodensee, Lac de Constance

A Hidrografia da Alemanha é marcada por uma extensa rede de rios, lagos e canais que desempenham um papel fundamental na geografia, economia e cultura do país. Localizada na Europa Central, a Alemanha é atravessada por numerosos rios importantes, sendo o Rio Reno e o Rio Elba dois dos mais proeminentes. Além disso, o país possui uma variedade de lagos e reservatórios que oferecem oportunidades recreativas e recursos hídricos vitais.

## Rios
O Rio Reno é um dos rios mais significativos da Alemanha, atravessando o oeste do país e servindo como uma importante via navegável para o transporte de mercadorias. Com mais de 1.200 quilômetros de extensão, o Reno passa por cidades importantes como Colônia, Mainz e Duisburg, antes de desaguar no Mar do Norte, na Holanda. O Reno é conhecido por suas paisagens pitorescas, vinhedos ao longo de suas margens e castelos medievais que pontilham sua rota.
O Rio Elba é outro rio vital na hidrografia da Alemanha, fluindo do leste para o oeste, através de cidades como Dresden e Hamburgo, antes de desaguar no Mar do Norte, perto da costa da Alemanha. Com cerca de 1.100 quilômetros de comprimento, o Elba desempenha um papel importante no transporte de carga e turismo, com áreas como a Suíça Saxônica e o Parque Nacional do Elba fornecendo paisagens deslumbrantes e oportunidades recreativas.
Outros rios importantes incluem o Rio Weser, o Rio Oder, o Rio Meno e o Rio Danúbio, cada um contribuindo para a rede hidrográfica diversificada da Alemanha e desempenhando um papel vital na vida cotidiana, na agricultura, na indústria e no turismo.

## Canais
Os canais na Alemanha desempenham um papel crucial na sua história, economia e sistema de transporte. Estes corredores aquáticos artificiais, cuidadosamente planejados e construídos ao longo dos séculos, desempenham um papel vital no transporte de mercadorias, na gestão de água e no turismo.
A história dos canais na Alemanha remonta à época romana, quando os romanos construíram os primeiros canais para facilitar o transporte de mercadorias e o movimento das tropas. No entanto, foi durante a Idade Média que o desenvolvimento dos canais se acelerou significativamente, com a construção de sistemas de navegação interna que ligavam rios importantes e cidades comerciais.
Um dos canais mais famosos e antigos da Alemanha é o Canal de Ludwig, também conhecido como Canal Main-Danúbio. Construído no século XIX, este canal conecta o rio Main ao rio Danúbio, permitindo o transporte fluvial contínuo entre o Mar do Norte e o Mar Negro. A sua construção foi um marco na engenharia hidráulica e teve um impacto significativo no comércio e na economia da região.
Além desse, há também os canais da Fossa Carolina, o de Mittellandkanal e o Canal de Quiel.

### Importância Econômica
Os canais desempenham um papel vital na economia da Alemanha, facilitando o transporte de mercadorias entre diferentes regiões do país e além de suas fronteiras. Empresas utilizam rotas aquáticas para transportar matérias-primas e produtos acabados de forma eficiente e econômica. Os canais também ajudam a aliviar o tráfego rodoviário e ferroviário, reduzindo os custos de transporte e os impactos ambientais.
Além disso, os canais desempenham um papel crucial no turismo, atraindo visitantes de todo o mundo que desejam explorar as paisagens pitorescas e as cidades históricas ao longo das rotas aquáticas. Cruzeiros fluviais são uma maneira popular de viajar pela Alemanha, oferecendo aos turistas uma experiência única para explorar a cultura e a história do país de uma perspectiva diferente.

### Gestão de Água e Recreação
Além do transporte e do turismo, os canais também desempenham um papel importante na gestão de água, ajudando a controlar inundações, irrigar terras agrícolas e fornecer água potável para as comunidades ao longo de suas margens. Muitos canais na Alemanha são também usados para atividades recreativas, como navegação de lazer, pesca e prática de esportes aquáticos.
Apesar dos benefícios, os canais enfrentam desafios, incluindo a necessidade de manutenção constante para garantir sua funcionalidade e segurança. Além disso, as mudanças climáticas e os padrões de precipitação podem afetar o nível da água e a navegabilidade dos canais, exigindo adaptações e investimentos contínuos.
No entanto, com um planejamento cuidadoso e investimentos em infraestrutura, os canais continuarão a desempenhar um papel vital na economia, na gestão de recursos hídricos e no turismo da Alemanha. Como testemunhas silenciosas da história e da engenhosidade humana, esses corredores aquáticos continuam a conectar o passado ao presente, moldando o futuro da nação alemã.

## Lagos e Reservatórios
Além de seus rios, a Alemanha possui uma variedade de lagos e reservatórios, que oferecem oportunidades para atividades recreativas, como natação, pesca e navegação. O Lago de Constança, localizado no sul do país, na fronteira com a Áustria e a Suíça, é o maior lago da Alemanha e um destino popular para esportes aquáticos e turismo. Outros lagos notáveis incluem o Lago Müritz, o Lago Chiemsee e o Lago Ammersee.
Além disso, a Alemanha possui uma série de reservatórios artificiais, como o Lago de Edersee e o Lago de Möhne, que foram construídos para fornecer água potável, gerar energia hidrelétrica e controlar inundações.

## Gestão e Conservação
A gestão sustentável dos recursos hídricos é uma prioridade na Alemanha, com leis e regulamentos rigorosos para proteger a qualidade da água, preservar os ecossistemas aquáticos e garantir o uso eficiente dos recursos hídricos. As autoridades alemãs estão envolvidas em projetos de monitoramento e conservação para proteger a biodiversidade dos rios e lagos do país, bem como para mitigar os impactos das mudanças climáticas na hidrografia.
A hidrografia da Alemanha é caracterizada por uma extensa rede de rios, lagos e reservatórios que desempenham um papel vital na vida dos habitantes do país. Esses recursos hídricos não apenas fornecem água potável, energia e transporte, mas também oferecem oportunidades para recreação, turismo e preservação da natureza. A Alemanha continua a trabalhar para proteger e gerenciar de forma sustentável seus recursos hídricos, reconhecendo sua importância para o futuro do país e do planeta.